# 蕭昌
蕭 昌（しょう しょう、480年 - 518年）は、南朝梁の皇族。字は子建。武帝蕭衍の従弟にあたる。

## 経歴
蕭崇之の次男として生まれた。斉のとき、晋安王国左常侍をつとめた。梁の天監初年、中書侍郎に任じられ、豫章郡内史として出向した。天監5年（506年）、寧朔将軍の号を加えられた。天監6年（507年）、持節・都督広交越桂四州諸軍事・輔国将軍・平越中郎将・広州刺史に転じた。天監7年（508年）、征遠将軍の号に進んだ。
天監9年（510年）、湘州を分割して衡州が置かれると、蕭昌は持節・都督広州之綏建湘州之始安諸軍事・信武将軍・衡州刺史となったが、事件に連座して免官された。天監13年（514年）、散騎侍郎として再起した。ほどなく宗正卿を兼ねた。この年、安右長史として出向した。太子中庶子・通直散騎常侍となり、また宗正卿を兼ねた。天監17年（518年）、死去した。享年は39。
子に蕭伯言があった。

## 人物・逸話
蕭昌は酒を好んで、飲酒後には多くの過失を犯した。州郡にあっては、酔って人家に出入りし、あるいはひとり草野をさまよった。酔って人を殺しては、醒めてその人を求めるようなこともあった。御史の弾劾を受けて建康に蟄居しては、鬱々として楽しまず、酒をほしいままにして精神を荒廃させた。石頭の東斎で刀を引いて自らを刺し、周りの人がかれを助けたこともあった。

## 伝記資料
- 『梁書』巻24 列伝第18
- 『南史』巻51 列伝第41